# Anton Žlogar
Anton Žlogar (ur. 24 stycznia 1977 w Lublanie) – słoweński piłkarz występujący na pozycji pomocnika, a także trener.

## Kariera
W swojej karierze występował w takich zespołach jak NK Izola, Primorje Ajdovščina, ND Gorica, Olimpija Lublana, Enosis Neon Paralimni, Anorthosis Famagusta, Omonia Nikozja, Alki Larnaka, Pordenone oraz NK Kras Repen.
W reprezentacji Słowenii rozegrał dotychczas 37 meczów i strzelił jedną bramkę. Uczestniczył w Mistrzostwach Europy 2000.